# Synnøyna
Synnøyna est une île norvégienne du comté de Hordaland appartenant administrativement à Bøvågen.

## Description
Rocheuse et désertique à l'exception de quelques bosquets disséminés, à fleur d'eau, elle s'étend sur environ 530 m de longueur pour une largeur approximative de 202 m.  